# Tri-Klops
Tri-Klops, è un personaggio immaginario creato nel 1981 da Mattel per la linea di giocattoli dei Masters of the Universe (accorciato spesso in M.O.T.U., in italiano "i dominatori dell'universo").

## Serie del 1983
Tri-Klops è uno dei primissimi personaggi ad essere introdotti sia nella linea di action figure che nel cartone animato. È uno dei guerrieri diabolici, agli ordini di Skeletor. Il suo potere deriva da un elmetto che girando su sé stesso dona a Tri-Klops la possibilità sia di sparare laser, sia di vedere attraverso gli oggetti solidi, anche a grandissime distanze: si tratta, almeno apparentemente, di un oggetto tecnologico, anziché frutto di magia. Tri-Klops è inoltre molto forte fisicamente, sebbene non possa essere paragonato ad He-Man. Nonostante ciò, nella serie tende a sparire man mano che compaiono nuovi personaggi, e poco viene rivelato del suo passato. Nella guida del cartone animato tuttavia si scopre che anche lui, come Evil-Lyn e Beast Man, faceva parte della spedizione spaziale della Regina Marlena precipitata su Eternia. Il suo nome umano era T. E. Scope, e venne trasformato da Skeletor per essere assoggettato al proprio potere.

## Serie del 2002
Tri-Klops viene riutilizzato nella serie del 2002, con un design leggermente modificato ed un nuovo ruolo. Infatti nella nuova serie del cartone animato, Tri-Klops è un geniale scienziato, molto più intelligente degli altri guerrieri diabolici. È colui che fornisce Skeletor di tutte le apparecchiature e le nuove armi per combattere He-Man, ed in una occasione tenta di scavalcare l'autorità di Skeletor per agire di propria iniziativa.